# Torre della Lopa
Torre della Lopa è una masseria fortificata di Napoli in zona Soccavo.

## Storia
Nell'area compresa tra Soccavo e i Camaldoli vi si trovano i resti dell'edificio costruito nei primi anni del XVII secolo. Era una masseria fortificata, denominata tale poiché a quell'epoca la zona era molto frequentata dai lupi. Nel XIX secolo, era detta anche della "Ciotola", dal nome dei vecchi proprietari.